# Galicische Küche
Die galicische Küche ist eine spanische Regionalküche. Sie ist eine sehr einfache Küche, die von der Lage und dem maritimen Klima Galiciens geprägt ist. 
Die Gerichte Galiciens zeichnen sich durch die Verwendung von Meeresfrüchten, Fisch und mildem, gekochtem Gemüse aus. Galicische Mahlzeiten werden wenig gewürzt, Einsatz finden hier nur Salz und Pfeffer und in einigen Fällen Paprikapulver und Lorbeerblätter. Fleischgerichte sind gegrilltes Rindfleisch und gekochtes Schweinefleisch. Galicien ist eine der Regionen Spaniens, in denen Kartoffeln angebaut werden. Sie werden mit Salz und etwas Safran gekocht.

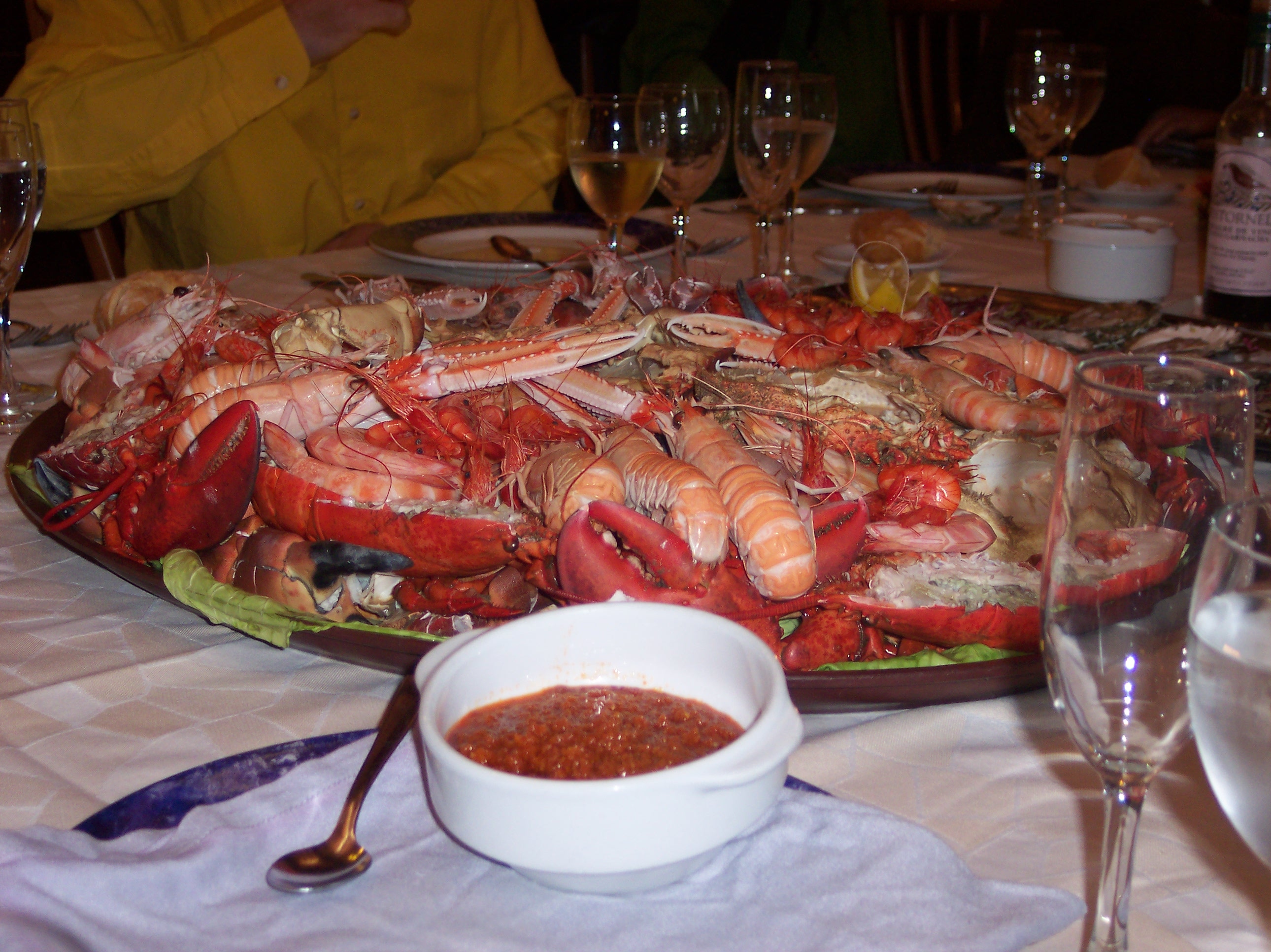
Mariscada

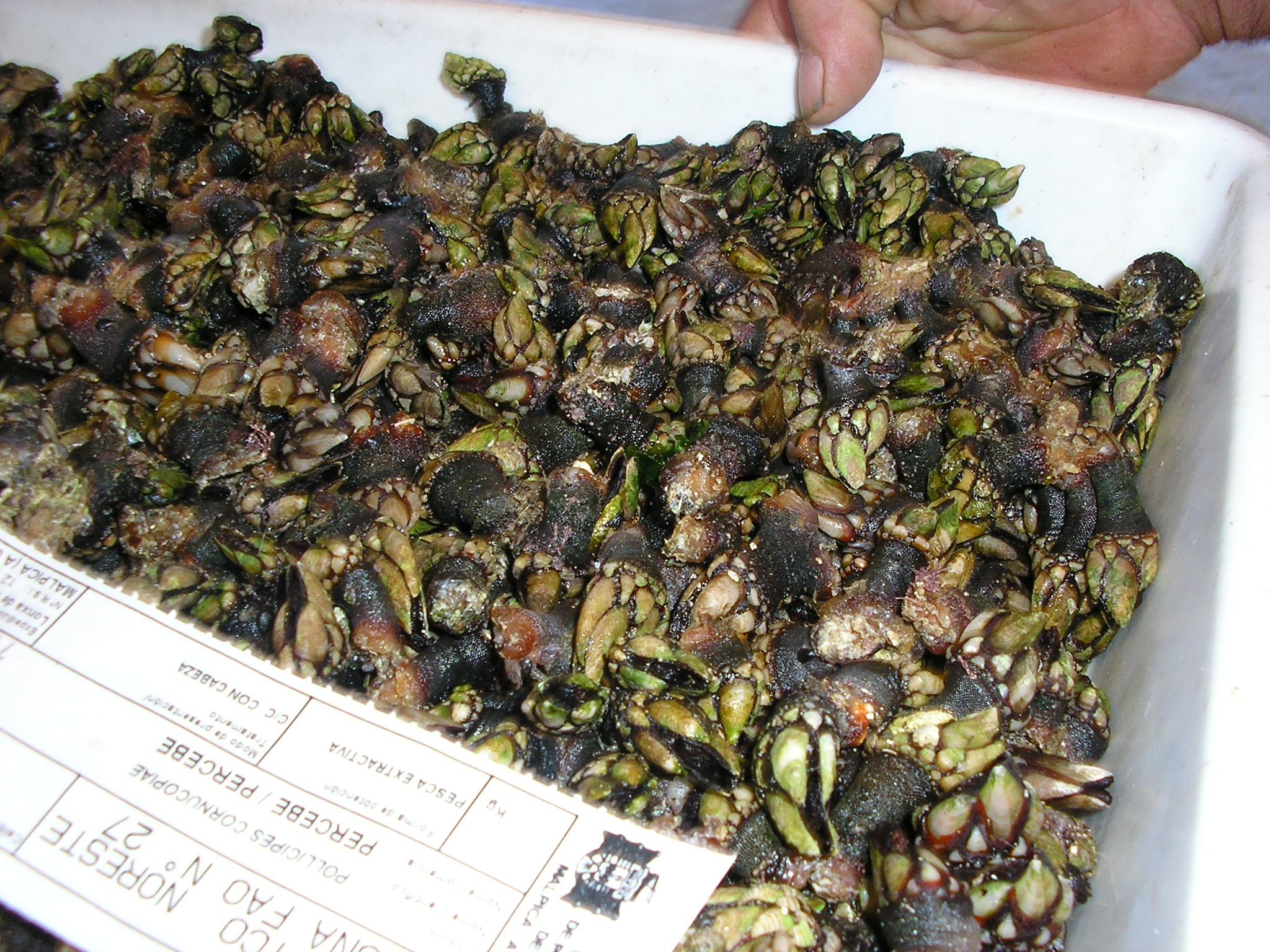
Entenmuscheln

Viele der in Galicien verzehrten Meeresfrüchte sind im deutschsprachigen Kulturraum kaum bekannt, so zum Beispiel neben Krabben und Garnelen auch Austern, Entenmuscheln (Pollicipes pollicipes, spanisch percebes, galicisch percebes oder mixotes), Jakobsmuscheln (spanisch und galicisch vieiras), Schwertmuscheln (span. navajas, galic. navallas), Miesmuscheln (spanisch mejillones, galic. mexillóns oder mexilóns) und Herzmuscheln (span. sowie galic. berberechos). Krebstiere werden ebenfalls gegessen.
In Galicien finden sich überwiegend Kuhmilchkäse. Am bekanntesten dürfte der busenförmige Queso/Queixo Tetilla sein. Weitere Käse mit Herkunftsbezeichnung sind der Queso Arzúa-Ulloa, Queso San Simón und Queso Cebreiro.

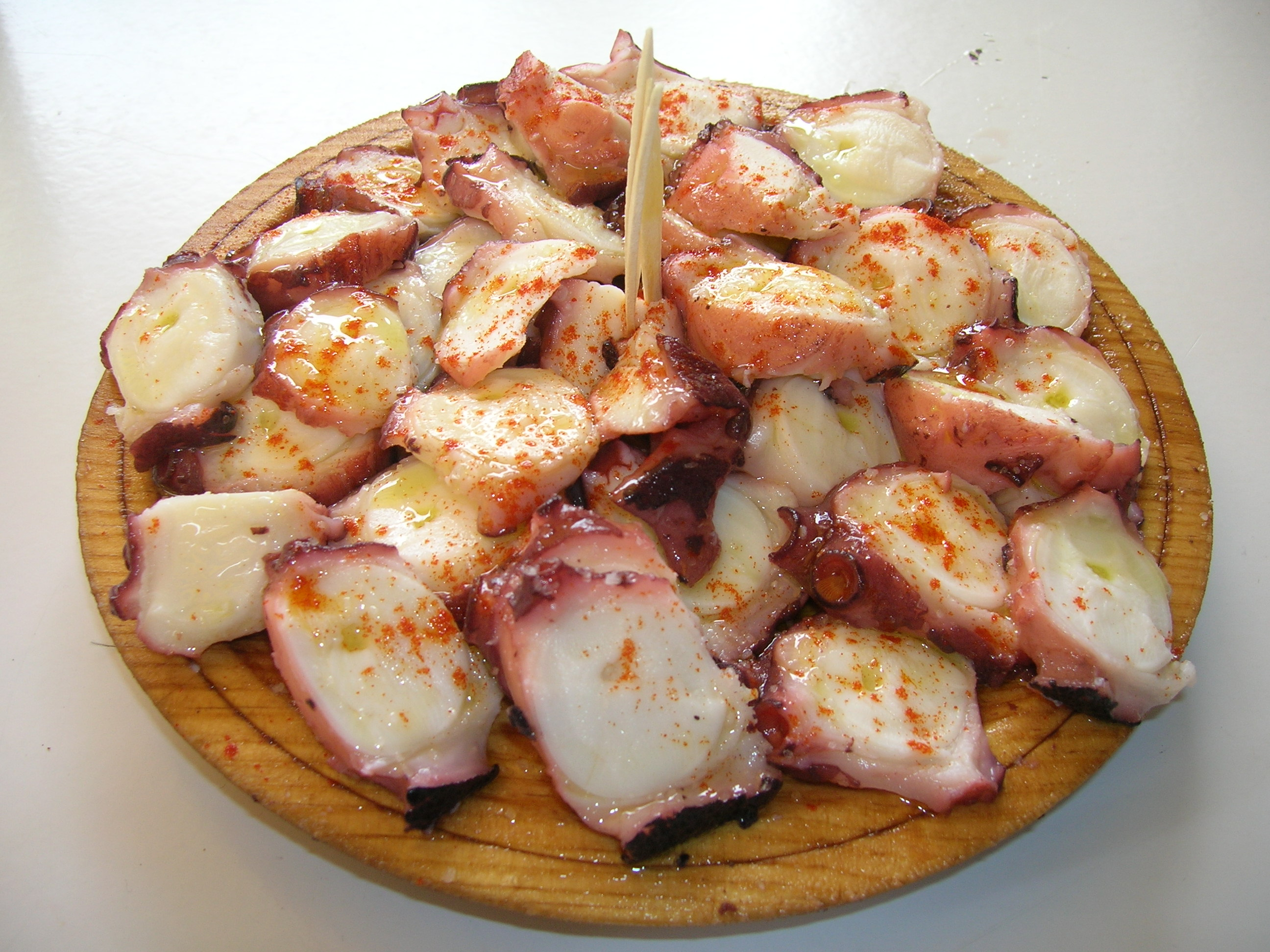
Gekochte Krake Pulpo a feira

## Typische Gerichte
- Empanada: mit Fisch oder Fleisch gefüllte Teigtaschen
- Lacón con grelos y cachelos: gekochter Schweineschinken mit Steckrübenblättern und gekochten Kartoffeln
- Lamprea: Neunauge (Lamprete)
- Pimientos de Padrón: kleine, frittierte Paprikaschoten, die manchmal scharf sind
- Polbo á feira: gekochte Krake, mit ein wenig Öl und Paprikapulver, oft auch mit gekochten Kartoffeln serviert
- Tarta de Santiago: Mandeltorte aus Santiago de Compostela, meist als Dessert serviert
- Queso/Queixo con Membrillo: Dessert aus Quittenpaste (Dulce de membrillo) und Tetilla (oder einem anderen galicischen Käse, ausgenommen Queso Cebreiro)
- Filloas: mit Eiercreme gefüllte Pfannkuchen

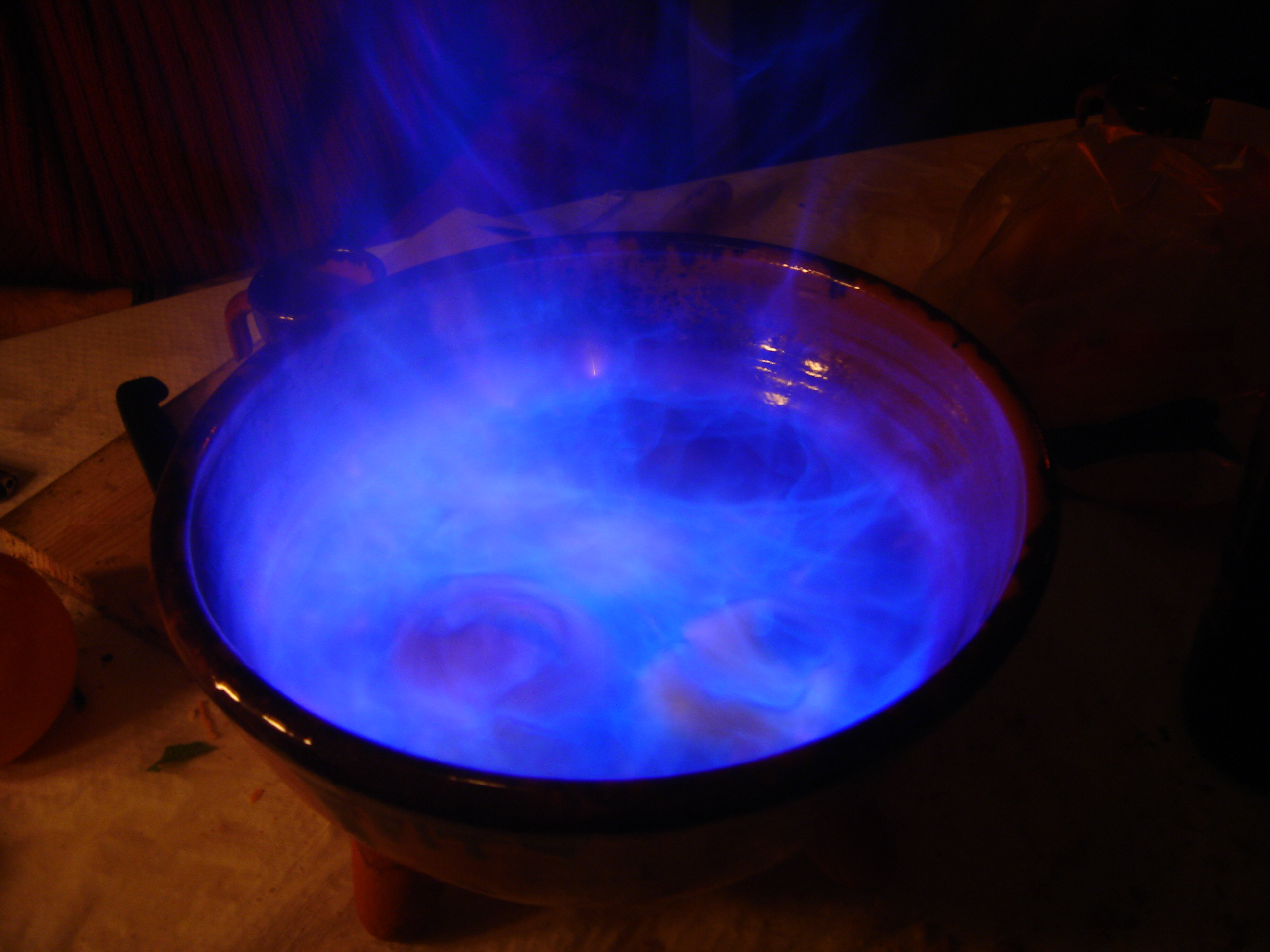
Queimada

## Getränke
Wie auch in anderen Gegenden Spaniens gehört Wein zur allgemeinen Esskultur. Aufgrund des Klimas wird in Galicien nur wenig Rotwein produziert. Die beiden herausragenden Weißweine sind der Ribeiro, ein einfacher spritziger Wein, welcher in alter Fischertradition aus Porzellanschalen getrunken wird, und der Albariño, der sehr an die deutschen Riesling-Weine erinnert.
Sehr populär ist in Galicien der Tresterschnaps Orujo, der entweder pur, als Kaffeelikör (licor café) oder als Kräuterlikör (orujo de hierbas) getrunken wird. Queimada („die Verbrannte“) besteht aus Orujo, der mit Zucker, Zitronenschalen und Kaffeebohnen versehen flambiert wird.